# ليا نوغينت
ليا نوغينت (بالإنجليزية: Leah Nugent)‏ هي منافسة ألعاب القوى جامايكية، ولدت في 23 نوفمبر 1992.

## وصلات خارجية
- ليا نوغينت على موقع الاتحاد الدولي لألعاب القوى (الإنجليزية)
- ليا نوغينت على موقع الدوري الماسي (الإنجليزية)
- ليا نوغينت على موقع أوليمبيديا (الإنجليزية)